# Friedhof (Bützow)
Der Friedhof Bützow, auch: Klüschenberg, auch: Friedhof vor dem Rühner Tor, ist seit dem 28. August 1808 die zentrale Begräbnisstätte der Stadt Bützow im Landkreis Rostock an den Landesstraßen L 11 und L 14.

## Lage
Das Bützower Baudenkmal Nr. 0269 ist ein Gartendenkmal. Es befindet sich im Westen der Stadt Bützow auf einer Fläche eines abgetragenen Berges (Klüschenberg) in der Siedlung Dreibergen. Dem Baudenkmal sind folgende Denkmale und Kleindenkmale untergliedert: Friedhof, Friedhofskapelle, Mausoleen, Jüdischer Friedhof, Ehrenfriedhof mit Mahnmal für Opfer des Nationalsozialismus, Grabmal Ernst Mundt, Grabmal Wilhelm Paschen und dessen Frau und dem Grabmal Heinrich Lenschau.

## Gestaltung
Der Friedhof ist als naturnahe, parkartige Anlage gestaltet. Es handelt sich um eine Fläche von ca. 54 000 m² Größe. Eine Hauptstraße führt von der Kühlungsborner zur Wismarschen Straße. An dieser Achse befinden sich zwei der vier vorhandenen Friedhofstore. Diese als Allee angelegte Achse verläuft von Nordosten nach Südwesten. In östlicher Richtung befinden sich im Abstand von je ca. 30 m zwei weitere Achsen, die rechtwinklig zu diesen Hauptachsen verlaufen. Eine weitere Hauptachse, die an der Spitze zwischen den beiden Straßen beginnt, führt zur westlichen Begrenzung des Friedhofes und lauft hier aus. Teile dieser Achse sind ebenfalls durch Alleebäume eingefasst. Der Friedhof ist mit einem weit verzweigten Wegenetz überzogen.

## Bestand
An der östlichen Spitze der dreieckigen Friedhofsfläche befindet sich der jüdische Friedhof mit einem historischen Gräberfeld. Im Norden, neben dem Haupteingang an der Kühlungsborner Straße, befindet sich ein Gräberfeld der Strafvollzugsanstalt. An der westlichen Ecke des Friedhofes befindet sich der Ehrenfriedhof mit Mahnmal für die Opfer von Gewaltherrschaft, welches in sich parkartig gestaltet ist. Hinter dem Ehrenmal in nördlicher Richtung ist eine bisher ungenutzte Fläche. Diese Fläche liegt erheblich tiefer als die anderen Teile des Friedhofes. An zentraler Stelle, im Schnittpunkt zwischen den Hauptachsen, befindet sich die Friedhofskapelle. Auf dem Friedhof befinden sich zwei Familienmausoleen. Die Gruften sind im neogotischen und klassizistischen Stil erbaut und stehen unter Denkmalschutz. An der nordöstlichen Seite des Friedhofes befindet sich das Aufenthaltsgebäude für die Friedhofsangestellten. Auf dem Friedhof befinden sich vier Trinkwasserentnahmestellen. Sitzmöglichkeiten sind so gut wie nicht vorhanden. Auch eine Beleuchtung von Hauptwegen und Eingängen ist nicht vorhanden. Mehrere Abfallstellen sind auf dem Friedhof für die Ablage von Gartenabfällen vorgesehen. Eine Einzäunung des Geländes ist nur teilweise erfolgt.

## Vorgeschichte: Frühere Friedhöfe

### Kirchhof der Stiftskirche

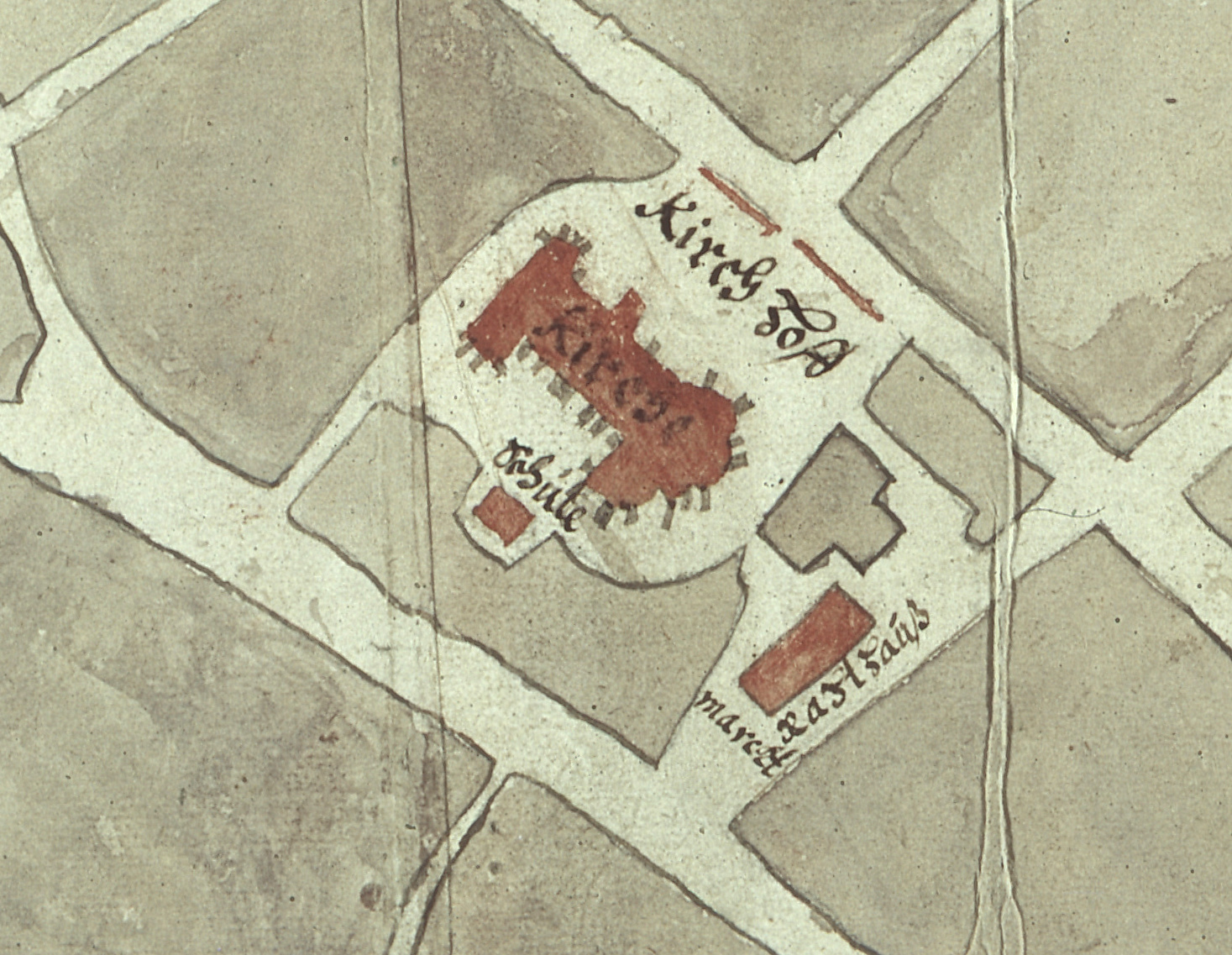
Kirchhof an der Stiftskirche um 1688

Der Kirchhof an der Stiftskirche (53° 50′ 56,5″ N, 11° 58′ 55″ O) wurde vom 13. Jahrhundert genutzt und gehörte zur kirchlichen „Freiheit“ und war die zentrale Begräbnisstätte der Stadt Bützow. Östlich grenzte der Kirchhof an den Stadtgrund. Hier standen Rathaus, nördlich daneben der Stadtkeller, dann die sogenannte „Hauptwache“, vier kleine Grundstücke mit Wohnbuden, in denen u. a. der Totengräber (auch Kuhlengräber) wohnte. Die Nordseite des Kirchhofs wurde in westlicher Verlängerung der Breiten Straße, durch die heutige Kirchenstraße, abgeschlossen. An der Südseite standen auf der kirchlichen „Freiheit“ die Stadtschule und ein daneben liegendes Haus für die „Schulcollegen“, das um 1700 als Mädchenschule genutzt wurde. Zur dem Kirchhof gehörte nach dem Visitationsprotokoll von 1544 die Bützow’sche Kapelle Sankt Jürgen. Die St. Jürgen-Kapelle wird in späteren Akten nicht mehr erwähnt. 1726 wurde am Kirchhof der Stiftskirche ein Pfarrhaus erbaut. Von Beginn des 16. und der Wende zum 19. Jahrhundert haben ca. zweitausend Menschen in Bützow gelebt, so dass der Kirchhof mit einer Größe von ca. 6 000 m² für die jährlichen Bestattungen von weniger als fünfzig Stadtbewohnern ausreichte. Gegen Ende des 18. Jahrhunderts fiel der Mauerring um Bützow und die Stadt gewann diesseits des Stadtgrabens neuen Baugrund. Im Jahre 1794 zählte Bützow 287 Wohngebäude, bis 1811 war ihre Gesamtzahl auf 361 Häuser gestiegen, das war ein Zuwachs um ein Viertel. Am 19. August 1808 fand schließlich die letzte Beerdigung auf dem Kirchhof an der Stiftskirche statt. Nachdem 1844 die Gräber eingeebnet wurden, pflanzte man Linden auf dem Platz.

### Kirchhof am Rühner Thor

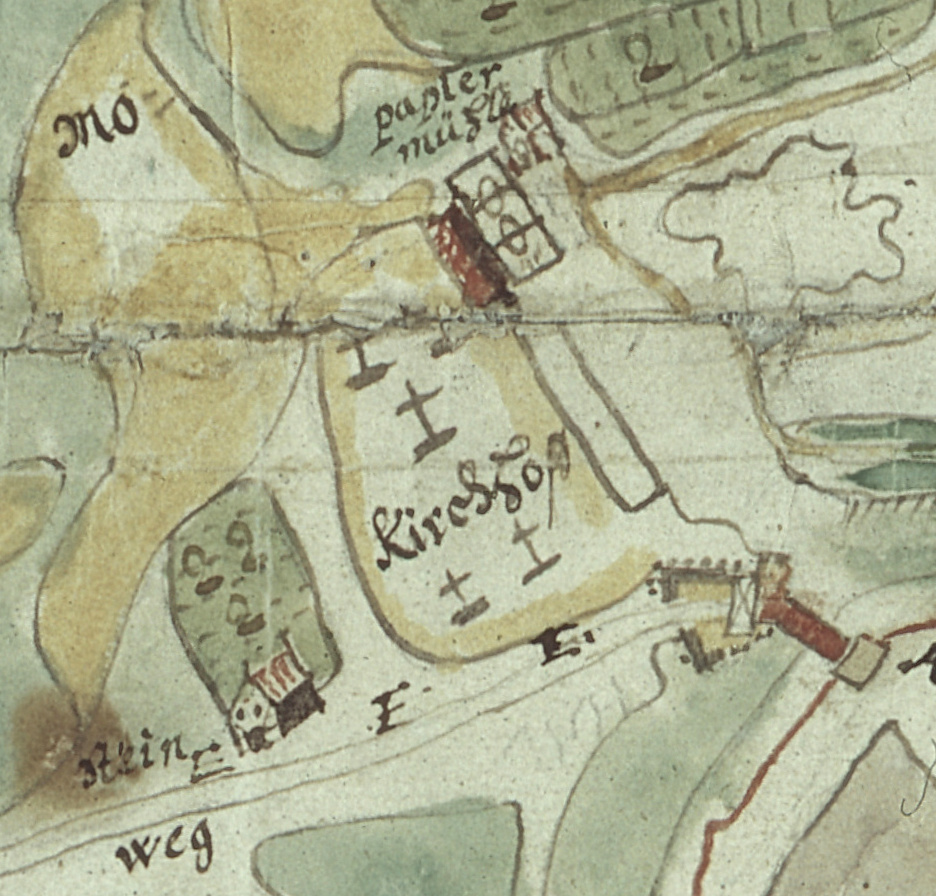
Kirchhof am Rühner Tor

Der Kirchhof am Rühner Thor (53° 50′ 54,5″ N, 11° 58′ 37,1″ O), (auch: Gertruden-Kirchhof) erscheint auch in dem Visitationsprotokoll von 1544 als Gertruden-Kirchhof mit der St. Gertruden-Kapelle, dicht vor dem Rühner Thor gelegen. In welchem Jahr die St. Gertruden-Kapelle auf Befehl Herzog Ulrichs, da sie "dermaßen zerfallen war, abgebrochen wurde und die Steine zum Wiederaufbau ihrer Kirchhofsmauer verwandt wurden, ist nicht bekannt. In den Bützower Stadtakten wird der Friedhof zwischen dem Stadtgraben und dem Warnowarm in unmittelbarer Nähe der herzoglichen Papiermühle zu Bützow, im Jahre 1703 wieder erwähnt. Er wird als Begräbnisplatz des Dorfes Neuendorf und des Gutes Steinhagen benutzt. Weitere Plätze auf dem Kirchhof erhielten nach einem Edikt Herzog Wilhelms die reformierten Flüchtlinge aus Frankreich, die sich ab 1699 in Bützow angesiedelt hatten, ebenso die deutsch-reformierten Glaubensbrüder, die als Hofstaat mit der Witwe des Großherzogs, Sophie Charlotte, 1713 nach Bützow gekommen waren. Der Friedhof war ohne Mauer oder Zaun. Zur allgemeinen Abscheu seiner Gemeinden wurden die Gräber von Hunden und Schweinen der Nachbarn heimgesucht. Papierfabrikant Gaebler, zwischen dessen Ställen und Scheune der Friedhof lag, fuhr mit dem Pferdegespann Heu und Stroh über den Friedhof. Über vier Jahrzehnte bemühten sich der Prediger und seine Presbyter vergeblich um die Finanzierung einer dauerhaften Einzäunung ihres Kirchhofes. Im Jahre 1827, war der Friedhof am Rühner Tor „mit Leichen so überfüllt, dass für die neu hinzukommenden schon alte Gräber geöffnet werden müssten“.

## Vorgeschichte: Klüschenberg
Vom Klüschenberg, (auch: Klueschenbarg) wurde seit undenklichen Zeiten Bausand nach Bützow gefahren. Während der weiteren Erschließung des Berges Anfang des 19. Jahrhunderts, fand der Bützower Heimatforscher Friedrich Seidel (1789–1865), der dem Archivar und Prähistoriker Georg Christian Friedrich Lisch zuarbeitete, Fossilien und Altertümer aus der Eisenzeit. Scherben von wendischen Urnen und wendischen Altertümer, z. B. Bronzehaftel, Spindelsteine, Bernsteinperlen, aber auch Scherben von mittelalterlichen Gefäßen aus blaugrauem Ton aus der ersten Zeit des Christentums. Der Berg scheint daher ein wendischer Wohn- und Begräbnisplatz gewesen zu sein, der noch bis in die christlichen Zeiten genutzt wurde.

## Geschichte

### Neuzeitliche Nutzung als Friedhof

#### 1740

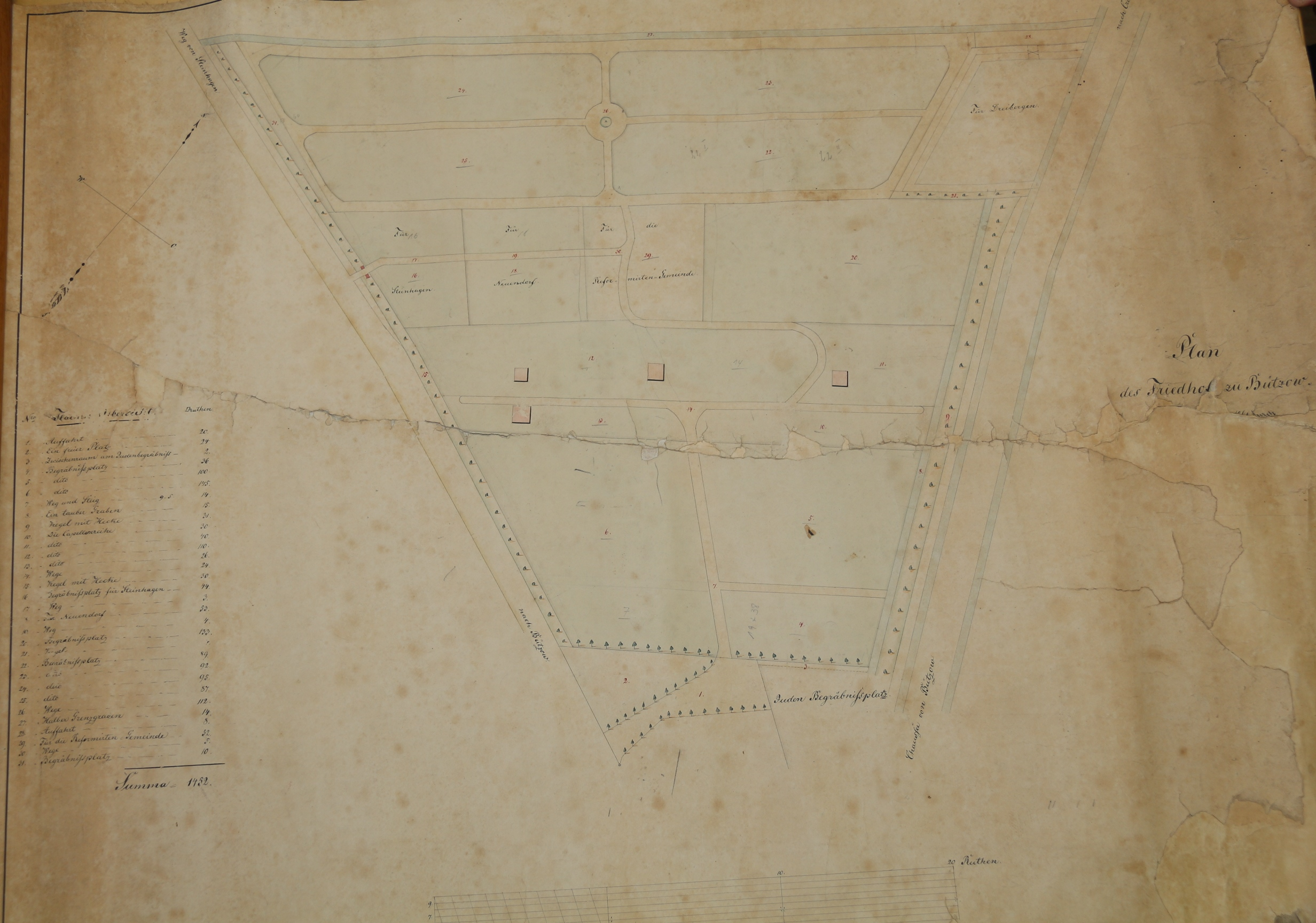
Friedhofsplan um 1860

Die neuzeitliche Nutzung als Begräbnisstätte auf dem Klüschenberg setzt 1740 mit der Errichtung des jüdischen Friedhofs und der ersten Bestattung des Lehrers der jüdischen Gemeinde, namens Reßriel aus Prenzlow ein. Es handelte sich dabei um ein domaniales Grundstück oberhalb der Gabelung der Straßen nach Wismar und Kröpelin, welches durch die Stadt Bützow gepachtet wurde.

#### 1808
1804 wurde eine Kommission, bestehend aus Justizrat Daniel Christoph Jacob Bolte und Leibmedikus Peter Benedict Christian Graumann gebildet, die der Verlegung des Friedhofes Anstoß geben sollte. Eine Verlegung zum Hopfenwall wurde geplant und wieder verworfen. 1807 ließ Herzog Friedrich Franz durch seinen Innenminister vorschlagen, den Gottesäcker der Lutheraner nördlich des Judenfriedhofes auf dem Klüschenberg anzulegen. Der „neue“ Friedhof wurde am 28. August 1808 mit der Bestattung der vierjährigen Christina Maria Margaretha Liesering durch Pastor Mag. Carl Heinrich Geisenhayner eingeweiht. Der Herzog Friedrich Franz I. erließ im selben Jahr das erste „Regulativ für die Benutzung des Friedhofs vor dem Rühner-Thore zu Bützow“ verfassen.

#### 1828

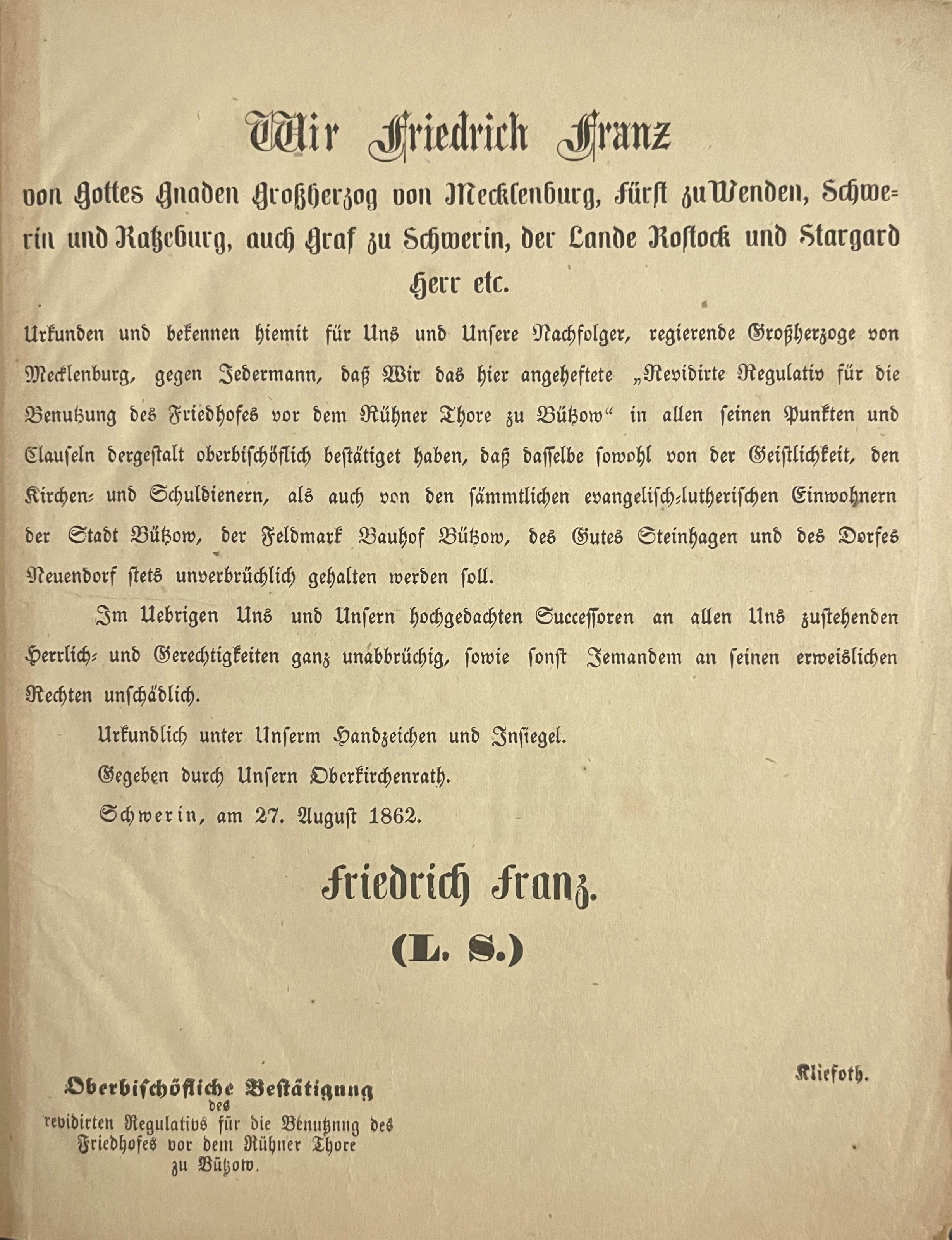
Regulativ für die Benutzung des Friedhofs 1862

1827 schlug das Amt vor, den neuen „Stadt-Toten-Acker“ auf den Klüschenberg unentgeltlich um 360 m² Ackerland aus Domanialbesitz zu vergrößern und dort den Begräbnisplatz der Reformierten, der Neuendörfer und der Steinhäger Gemeinden einzurichten. Das wurde im Frühjahr 1828 von Kammer und Regierung genehmigt, so dass nach der Ernte die Vergrößerung erfolgen konnte. Seine Weihe erhielt der Friedhof für Steinhagen und Neuendorf durch den Bützower Präpositus Maßmann am 9. Dezember 1828 anlässlich der ersten Bestattung.

#### 1860
Da durch den Herzog zu Mecklenburg 1812 das Criminal-Collegium und 1835 die Landesstrafanstalt zu Dreibergen in der Stadt angesiedelt wurden, führte man bis 1860 weitere domaniale Flächen dem Friedhof zu. 1860 wurde das gesamte Grundstück des Friedhofs der Stiftskirche zu Bützow in dessen Eigentum übergeben. Friedrich Franz II. (Mecklenburg) und der Oberkirchenrat zu Schwerin erließen am 27. August 1862 ein „Revidirtes Regulativ für die Benutzung des Friedhofs vor dem Rühner-Thore zu Bützow“.

#### 1918
Am 9. April 1918 wurde durch den Oberkirchenrat bestimmt, dass die Gefangenen des Centralgefängnis Bützow, künftig nicht mehr auf dem Hospital Friedhof, (auch: Soldatenfriedhof) vor dem Rostocker Tor, sondern auf dem Friedhof vor dem Rühner Tor bestattet werden sollen.

#### 1939–1945
Von 1939 bis 1945 wurden über 700 Opfer der NS-Justiz im südwestlichen Teil des Friedhofs in Massengräbern verscharrt.

## Bedeutende Personen
- Claus Dethloff von Oertzen (1736–1822), Amtshauptmann, Verwaltungsbeamter, Parlamentarier und Geheimer Rat
- Friedrich Wilhelm Georg Ackermann (1767–1836), Bürgermeister und Stadtrichter von Bützow.
- Wilhelm Ferdinand Rong (1759–1842), Komponist, Kammermusiker, Musikpädagoge und Autor.
- Adam Christian Mengebier (1777–1854), Bergmann.
- Conrad August Ackermann (1791–1861), Jurist, Schriftsteller und Freimaurer in Bützow.
- Eduard von Glöden (1801–1861), Freimaurer und Kunstsammler.
- Julius Caspar (1801–1863), Mediziner, erster Arzt und Physicus in der Landesstrafanstalt zu Dreibergen (Grabstätte auf dem jüdischen Friedhof)
- Carl Genzke (1801–1879), Mediziner.
- Adolf Prahst (1829–1919), Architekt.
- Karl Gladischefski (1862–1938), Pastor der reformierten Gemeinde in Bützow.
- Heinrich Carl Kröplin (1859–1945), Fabrikant.
- Hans Wilhelm Barnewitz (1885–1968), Pädagoge, Studienrat und Heimatforscher in Bützow

## Besondere Anlagen

### Ehemaliger jüdischer Friedhof
- Der geschlossene jüdische Friedhof ist eine denkmalgeschützte Grabanlage.

### Ehrenfriedhof
- Der Ehrenfriedhof beherbergt denkmalgeschützte Massengräber und eine Gedenkstätte.

### Kapelle
- Die Friedhofskapelle ist eine neugotische Friedhofskirche.

### Mausoleen
- Die Mausoleen sind zwei ehemalige Grabmale in Gebäudeform.

### Obelisken und Denkmale
- Die Begräbnisstätte Wilhelm Paschen und Frau ist ein denkmalgeschütztes Grabmal.

- Die Begräbnisstätte Heinrich Lenschau ist ein denkmalgeschütztes Grabmal.

- Die Begräbnisstätte Ernst Mundt ist ein denkmalgeschütztes Grabmal.